# ایام فاطمیه
ایّام فاطمیّه، ایام عزاداری شیعیان برای درگذشت فاطمه زهرا (۱۳ جمادی‌الاول – ۳ جمادی‌الثانی) است. از آنجایی که در روایات شیعه، دو تاریخ برای درگذشت فاطمه زهرا وجود دارد، به فاصلهٔ بین این دو تاریخ یعنی ۱۳ جمادی‌الاول تا ۳ جمادی‌الثانی، ایام فاطمیه گفته می‌شود. مراسم ایام فاطمیه جمعاً ۶ روز می‌باشد، ۳ روز در ماه جمادی‌الاول و ۳ روز در ماه جمادی‌الثانی. فاطمیّه اول از ۱۳ تا ۱۵ جمادی‌الاول است و فاطمیّه دوم از سوم تا پنجم جمادی‌الثانی می‌باشد که شیعیان به عزاداری برای فاطمه دختر پیامبر اسلام می‌پردازند.

## تاریخ ایام فاطمیه
شیعیان پیرامون تاریخ درگذشت فاطمه دو روایت متفاوت شامل هفتاد و پنج روز بعد از درگذشت محمد و دیگری نود و پنج روز را مورد وثوق می‌دانند. از آنجا که درگذشت محمد در بیست و هشتم صفر بوده‌است به روایت هفتاد و پنج روز، در مورخ سیزدهم تا پانزدهم جمادی الأوّل را «فاطمیه اول» می‌دانند. بنا به روایت نود و پنج روز، تاریخ درگذشت فاطمه را در سوم تا پنجم جمادی‌الثانی دانسته و آن را «فاطمیه دوم» می‌نامند.
با توجه به اینکه افرادی مانند کلینی در کتاب اصول کافی وفات محمد را در ۱۲ ربیع‌الاول می‌داند همه محاسبات بالا دربارهٔ ایام فاطمیه تغییر می‌کند.
در فرهنگ عامه، به دهه دوم جمادی‌الاول، از دهم تا بیستم آن ماه که بر اساس روایت ۷۵ روز درگذشت فاطمه در میان آن روزها واقع شده‌است، «دهه اول فاطمیه» و به دهه اول جمادی‌الثانی، از اول تا دهم جمادی‌الثانی که بنا به روایت ۹۵ روز، درگذشت فاطمه در میان این روزها اتفاق افتاده «دهه دوم فاطمیه» می‌گویند.
در فرهنگ عامه شیعیان عراق به جای دو دهه سه دهه برگزار می‌شود، که «دهه اول فاطمیه» ۴۰ روز بعد از درگذشت محمد می‌باشد، که مورخ هشتم ربیع‌الثانی است. البته این تقسیم‌بندی در شهرهایی مانند قم و تهران نیز وجود دارد.

## علت اختلاف تاریخ
دستور خط عربی در ابتدا فاقد هرگونه علامت بود؛ چه نقطه و چه اعراب. از این‌رو، اکثر حروف آن دارای شکل‌های مشترک و همانند بوده‌است. به‌همین خاطر «هفتاد» (به عربی: سبعون) و «نود» (به عربی: تسعون) در زبان عربی مانند هم نوشته می‌شده‌است، که برای تاریخ‌نویسان دوره‌های بعد قابل تشخیص از هم نبوده‌است.

## وقایع منجر به کشته شدن
شیعیان معتقدند در اثر صدمات و جراحات وارده توسط خلیفه دوم (عمر بن خطاب) که در حین رویداد خانه فاطمه اتفاق افتاد و منجر به شکستگی پهلو و سقط جنین وی (محسن بن علی) گردید فاطمه کشته شده‌است. در عین حال شیعیان بر این نظر دارند که فاطمه بین ۷۵ تا ۹۵ روز پس از وفات محمد درگذشته‌است.
بگفتهٔ روایاتی که در منابعی مانند یعقوبی آمده‌است، زنان قریش و همسران محمد به دیدن فاطمه می‌آیند. اما فاطمه به اسما بیوه جعفر ابن ابی طالب، می‌گوید که از ورود آنان جلوگیری کنند؛ زیرا فاطمه در وضع بسیار بدی بود و در اثر بیماری بسیار نحیف شده بود.

## تدفین
به گفته دانشنامه اسلام اکثریت منابع اولیه خاکسپاری فاطمه را شبانه، مخفی و بدون حضور ابوبکر و عمر می‌دانند.
دنیس صوفی معتقد است به دلیل تواتر روایت‌ها (یی چون ناراحتی فاطمه از ابوبکر و وصیت وی) به نظر می‌رسد مراسم کفن و دفن فاطمه به خواسته خود او در شب انجام شده تا ابوبکر به عنوان رئیس جامعه نتواند در مراسم خاکسپاری او شرکت کند و با آن کاری داشته باشد.